# La Loge-aux-Chèvres
La Loge-aux-Chèvres è un comune francese di 83 abitanti situato nel dipartimento dell'Aube nella regione del Grand Est.

## Società

### Evoluzione demografica
Abitanti censiti